# Aimo Diana
Aimo Diana (Brescia, 1978. január 2. –) olasz válogatott labdarúgó, hátvéd.

## Sikerei, díjai
- Parma FC - Olasz labdarúgókupa győztes: 2001–02

## Fordítás
- Ez a szócikk részben vagy egészben  az   Aimo Diana című angol Wikipédia-szócikk fordításán alapul.  Az eredeti cikk szerkesztőit annak laptörténete sorolja fel. Ez a jelzés csupán a megfogalmazás eredetét és a szerzői jogokat jelzi, nem szolgál a cikkben szereplő információk forrásmegjelöléseként.